# (10604) Susanoo
(10604) Susanoo (1996 VJ) – planetoida z pasa głównego asteroid okrążająca Słońce w ciągu 5,66 lat w średniej odległości 3,18 j.a. Odkryta 3 listopada 1996 roku.